# Диксон, Ричард Ньюленд
Ричард Ньюленд Диксон (англ. Richard Newland Dixon, 25 декабря 1930, Borough Green, Кент — 25 мая 2021) — английский химик, занимался научными исследованиями и применением оптической спектроскопии в химии, профессор Шеффилдского университета и Школы химии Бристольского университета, член Лондонского королевского общества, награждён медалью Румфорда (2004) и двумя медалями Королевского химического общества (1966, 1984).

## Биография
Ричард Диксон родился в Боро-Грин в 1930 году. Он учился в Лондонском университете (Королевский колледж Лондона), получив в 1951 году степень бакалавра наук. Он получил степени доктора философии (1955) и доктора наук в Кембриджском университете. Докторскую диссертацию защитил под научным руководством профессора Нормана Шеппарда, пионера в области инфракрасной спектроскопии, спектров комбинационного рассеяния света и ЯМР-спектроскопии. После периода сотрудничества с UKAEA он проводил постдокторские исследования в Канаде, в Университете Западного Онтарио (1956–1957) и в Национальном исследовательском совете Канады (1957–1959).
После возвращения в Англию (1959) он сначала работал в Шеффилдском университете. В 1969 году он стал профессором Бристольского университета. Гарольд В. Крото из Шеффилда (1961–1964) считается его учеником. Диксон был избран членом Лондонского Королевского общества (FRS) в 1966 году.
В Королевском химическом обществе он был вице-президентом отделения Фарадея. Был членом редколлегий ряда научных журналов.
Он был председателем организации «Above & Beyond Charities», благотворительной организации, работающей в больницах Бристольского университета.

## Тематика научных исследований и публикаций
Он занимался научными исследованиями и применением оптической спектроскопии в химии, уделяя основное внимание проблемам молекулярной спектроскопии, фотохимии и квантовой динамики.
Список публикаций за 1955–2013 годы включает 225 научных статей и две книги:
- R.N. Dixon, Spectroscopy and Structure, изд. Methuen & Co. Ltd. 1965.
- R.N. Dixon, Theoretical Chemistry. Chemical Society Specialist Periodical Reports; том 1 – 1974, том 2 – 1975, том 3 (с C.R. Thompson) – 1978.

## Награды и почести
За свои научные достижения Ричард Диксон получил:
- 1966 – членство в Лондонском королевском обществе,
- 1966 – Медаль Кордэй — Моргана[англ.] от Королевского химического общества,
- 1966 – Медаль Румфорда[10],
- 1984 – медаль за исследования в области спектроскопии от Королевского химического общества.

## Личная жизнь
Ричард Диксон женился на Элисон Биркс в 1954 году.